# هاشم الأعظمي
هاشم بن محمود حسن علي أحمد الأعظمي، العبيدي (1927 -) باحث وخطيب عراقي، من مواليد الأعظمية، بغداد، تتلمذ على ايدي الشيوخ قاسم القيسي وأمجد الزهاوي، ونجم الدين الواعظ، ومحمد القزلجي وأجيز منهم علمياً، وعُيّن في جامع الفاروق في مدينة الرمادي عام 1948، وعيّن في جامع الإمام الأعظم عام 1962، وألف العديد من الكتب.

## أهم مؤلفاته
من أشهر مؤلفات الشيخ هاشم الاعظمي:
- ثورة الأحرار على الاستعمار في المغرب العربي - طُبع عام 1955.
- موجز تاريخ حياة أبي حنيفة النعمان عام 1962.
- تاريخ جامع الإمام الأعظم ومساجد الأعظمية ج1، 1964؛ ج2، 1967.